# Franco Cribiori
Franco Cribiori (* 28. September 1939, Corsico) ist ein ehemaliger italienischer Radrennfahrer und Sportlicher Leiter.

## Sportliche Laufbahn
Cribiori war Straßenradsportler. Als Amateur gewann er 1956 das Rennen Coppa Casale.
Von 1960 bis 1968 war er als Berufsfahrer aktiv. Seinen ersten Vertrag hatte er beim Radsportteam Legnano. Cribiori gewann dank seiner Endschnelligkeit einige italienische Eintagesrennen wie die Coppa San Geo 1960, die Coppa Placci 1962, Milano–Torino 1963, den Giro dell’Appennino vor Gianni Motta und den Giro del Ticino 1964, den Giro delle Tre Province vor Italo Zilioli 1965 und den Gran Premio Montelupo 1966. Dazu kam 1962 der Gesamtsieg in der Trofeo Cougnet, einer Wettkampfserie in Italien. 1964 konnte er eine Etappe des Giro di Sardegna für sich entscheiden. 1962 wurde er Zweiter hinter Guido De Rosso in der Tour de Romandie.
Den Giro d’Italia bestritt er fünfmal. 1963 wurde er 12., 1964 25. und 1965 26. des Endklassements. 1961 und 1962 schied er aus. In den Rennen der Monumente des Radsports wurde er 1965 Siebenter im Rennen Mailand–Sanremo und 1964 Zehnter in der Lombardei-Rundfahrt.

## Berufliches
Nach seiner aktiven Laufbahn war er Sportlicher Leiter, ab 1969 bei G.B.C., dann bei Dreherforte, Brooklyn, Magniflex, Atala und anderen Teams. Er arbeitete auch als Kommentator für den Fernsehsender Eurosport und war als Autor für Radsportzeitschriften tätig.